# Mathilde Stavehaug
Mathilde Stavehaug, född 18 april 1996 i Eskilstuna, Södermanlands län, är en svensk sångerska och skådespelerska. Hon driver nyårsrevyn, Eskilstunarevyn och är grundaren bakom Allsång i Parken.

## Biografi
Hon började i tidig ålder att sjunga i kör och ta sånglektioner samt spela piano, gitarr och saxofon vid Eskilstuna musikskola. Vid 20 års ålder tog hon över Eskilstunarevyn, som VD och producent och blev därmed den yngsta revydirektören genom tiderna. 2015 sjöng hon in det officiella soundtracket till junior EM i friidrott och 2018 det officiella soundtracket till friidrotts SM.

## Diskografi
- 2015 - Do the best you can[5]
- 2018 - You look like a winner[6]

## Utmärkelser
- 2013 - Årets Bifroststipendiat
- 2015 - Parnevikstipendiet[7]
- 2015 - Eskilstunabygdens sångarstipendium
- 2018 - Stipendium från Stig Ernst Söderkvist minnesfond
- 2019 - Karriärstipendium utfärdat av BAMconsults
- 2023 - Eskilsstatyetten